# Marie et Joseph
Marie et Joseph est un duo d'auteurs de plusieurs ouvrages de littérature de jeunesse et de nombreux romans policiers, composé de Corinne Bouchard (née le 4 novembre 1958 à Grenoble) et Pierre Mezinski (né le 1er juillet 1950 à Neuilly-en-Dun dans le Cher).

## Biographie
Agrégée de lettres modernes, Corinne Bouchard enseigne à partir de 1982 dans des lycées du Nord et du Centre de la France.
Détenteur d'un maîtrise en lettres classiques, Pierre Mezinski préfère suivre sa passion pour le blues et devient musicien professionnel, notamment dans la formation « Biscuit Roller ». Après quelques années difficiles, il abandonne la musique pour se consacrer un temps à l'enseignement auprès de jeunes en réinsertion sociale.
En 1983, Corinne Bouchard et Pierre Mezinski adoptent le pseudonyme de Marie & Joseph pour signer des romans policiers qui paraissent dans la collection Série noire aux éditions Gallimard. Le premier titre, Chaudes Bises (1983), est une satire du show-biz, tout comme Si tu as peur, jappe (1984). Avec La Grande Arpente des champs d'en bas (1985), le duo aborde des récits criminels qui se déroulent dans un cadre rural.
À partir de 1986, Marie et Joseph donnent plusieurs ouvrages de littérature d'enfance et de jeunesse, dont la série Aladdin

## Œuvre

### Romans de littérature d'enfance et de jeunesse

#### SérieAladdin
Aladdin, Héloïse et Navigio forment un trio de détectives en herbe.
- Aladdin et le Crime de la bibliothèque, Paris, Syros, coll. « Souris noire » no 11, 1997
- Aladdin et la Gare de Norvège, Paris, Syros, coll. « Souris noire » no 30, 1999
- Aladdin et la Course au caillou, Paris, Syros, coll. « Souris noire » no 36, 1999
- La Dernière Course d’Atalante, Paris, Syros, coll. « Souris noire » no 55, 2001
- Aladdin et le Mister Mystère, Paris, Syros, coll. « Souris noire » no 65, 2002

#### SérieCornin Bouchon
- Le Crime de Cornin Bouchon, Paris, Syros, coll. « Souris noire » no 2, 1986 ; réédition, Paris, Syros, coll. « Mini Souris noire » no 10, 1997
- Le Nouveau Crime de Cornin Bouchon, Paris, Syros, coll. « Souris noire » no 45, 1991 ; réédition,  Paris, Syros, coll. « Mini Souris noire » no 32, 1998
- Le Mariage de Cornin Bouchon Paris, Syros, coll. « Les Mini Syros » no 50, 1999

#### Autres romans
- Le Refuge des Ptits-tout-seuls, Paris, Syros, coll. « Souris noire » no 26, 1988
- Le Jardin des gâteaux, Paris, Nathan, 1990
- Une aventure de Rosita Cochon, Paris, Syros, coll. « Souris noire » no 52, 1992
- Pas de rose pour la blonde, Paris, Hachette, coll. « Histoires masquées », 1997
- L'Amour fantôme, Paris, Magnard, 1998
- Emballez la baleine !, Paris, Magnard, coll. « Les policiers », 1998
- Pas de bagne pour Foufouille, Paris, Syros, coll. « Mini Souris noire mini » no 76, 2002

### Romans policiers
- Chaudes Bises, Paris, Gallimard, coll. « Série noire » no 1917, 1983
- Si tu as peur, jappe, Paris, Gallimard, coll. « Série noire » no 1980, 1984
- La Grande Arpente des champs d'en bas, Paris, Gallimard, coll. « Série noire » no 2025, 1985
- Square du Congo, Paris, Gallimard, coll. « Série noire » no 2079, 1986
- Jazz Belle, Paris, Gallimard, coll. « Série noire » no 2101, 1987
- Le Petit Roi de Chimérie, Paris, Gallimard, coll. « Série noire » no 2130, 1988
- Le Crime de la rue du Ciel, Paris, Gallimard, coll. « Série noire » no 2153, 1988
- Mississippi Delta Blues, Paris, Calmann-Lévy, coll. « SOS racisme », 1988
- La Mine d'or de Taphalescha, Paris, Gallimard, coll. « Série noire » no 2178, 1989
- Le Piège au jardinet, Paris, Gallimard, coll. « Série noire » no 2235, 1990
- Venez voir les cadavres, mesdames, Paris, Gallimard, coll. « Série noire » no 2276, 1991

### Autre publication
- Sur la piste des bidoules, Paris, Calmann-Lévy, coll. « Les Cahiers sauvages », 1989

## Sources
- Claude Mesplède, Dictionnaire des littératures policières, vol. 2 : J - Z, Nantes, Joseph K, coll. « Temps noir », 2007, 1086 p. (ISBN 978-2-910-68645-1, OCLC 315873361), p. 299-300.
- Jean Tulard, Dictionnaire du roman policier : 1841-2005. Auteurs, personnages, œuvres, thèmes, collections, éditeurs, Paris, Fayard, 2005, 768 p. (ISBN 978-2-915793-51-2, OCLC 62533410), p. 475.